# Мильде, Юлиус
Карл Август Юлиус Мильде (нем. Karl August Julius Milde, лат. Carolus Augustus Julius Milde, 2 ноября 1824 — 3 июля 1871) — немецкий ботаник и миколог.

## Биография
Карл Август Юлиус Мильде родился в Бреслау 2 ноября 1824 года.
Окончил Гимназию Марии Магдалины, в 1846 году поступил для изучения естественных наук в университет Бреслау. 6 ноября 1850 года Мильде на основании его диссертации De sporarum Equisetorum germinatione получил степень доктора философии. В 1850 году эта диссертация имела настолько важное значение, что Германская академия естествоиспытателей «Леопольдина» сделала молодого учёного своим членом. С 1853 года преподавал в Бреслау в гимназии. Умер во время кратковременной поездки в Мерано 3 июля 1871 года.

## Научная деятельность
Карл Август Юлиус Мильде специализировался на папоротниковидных, Мохообразных, семенных растениях и на микологии.

## Научные работы
- Die Verbreitung der schlesischen Laubmoose nach den Höhen und ihre Bedeutung für die Beurtheilung der schlesischen Flora, Jena 1861.
- Die höheren Sporenpflanzen Deutschland’s und der Schweiz, Leipzig 1865.
- Bryologia silesiaca, Leipzig 1869.

## Почести
Род растений Mildella Trevis. был назван в его честь.